# Aliens - Scontro finale
Aliens - Scontro finale (Aliens) è un film del 1986 scritto e diretto da James Cameron. È il sequel di Alien (1979), diretto da Ridley Scott. Nonostante il sottotitolo in italiano sia Scontro finale ha avuto altri due sequel della serie originale, Alien³ (1992) e Alien - La clonazione (1997). Uno spin-off/midquel, intitolato Alien: Romulus, diretto e co-scritto da Fede Alvarez, è stato distribuito nelle sale cinematografiche il 16 agosto 2024, e il lungometraggio cinematografico è ambientato durante gli eventi tra il primo e secondo film.
In Italia è uscito al cinema giovedì 2 ottobre 1986 distribuito dalla 20th Century Fox.
Per l'home video il film è stato anche distribuito, semplicemente, con il titolo Aliens.

## Trama
Anno 2179. Dopo 57 anni di ipersonno nella navetta di salvataggio Ellen Ripley viene soccorsa dalla squadra di recupero della stazione spaziale di Gateway. Il ritorno sulla Terra di Ripley si rivela tutt'altro che eroico: i membri della compagnia Weyland-Yutani la ritengono responsabile per la distruzione della loro astronave Nostromo e sono scettici sull'esistenza del mostro alieno che avrebbe sterminato l'equipaggio, quindi le sospendono la licenza di sottoufficiale di volo. Ripley viene anche a sapere che durante la sua assenza il planetoide sul quale erano atterrati (ora LV-426) è stato terraformato e colonizzato dalla Compagnia.
I contatti con la colonia Hadleys Hope su LV-426 si interrompono improvvisamente. Il tenente dei marine coloniali Gorman e Carter J. Burke, un uomo di facciata della Weyland-Yutani, chiedono a Ripley di unirsi alla squadra di soccorso come consulente. Ripley inizialmente rifiuta, ma a seguito degli incubi sull'alieno assassino decide di unirsi al gruppo per tornare su LV-426, dopo essersi anche sincerata da Burke che la compagnia non intende portare la specie aliena sulla Terra. Ripley si imbarca sull'astronave da battaglia USS Sulaco e conosce i marine coloniali, tra i quali spiccano il rude sergente Apone, il taciturno caporale Hicks, l'isterico soldato Hudson, la mascolina soldatessa Vasquez e il freddo soldato Drake. Ad accompagnarli vi è anche l'androide Bishop, verso il quale Ripley è inizialmente ostile a causa della brutta esperienza che ha avuto con Ash a bordo del Nostromo.
Una volta raggiunto LV-426 i marine si preparano ad affrontare l'alieno (denominato Xenomorfo) e raggiungono Hadleys Hope su una navetta da sbarco, trovando l'insediamento umano deserto. Entrati nelle strutture interne vi trovano segni di esplosioni e combattimenti ma nessun corpo. Nel laboratorio scientifico della colonia si trovano due esemplari conservati di Facehugger. Poco dopo incontrano la piccola Newt, l'unica sopravvissuta della colonia in stato di totale shock, che stando a contatto con gli Xenomorfi è riuscita a imparare a fuggire da loro. Benché Ripley rassicuri Newt sul fatto che siano arrivati dei rinforzi per sterminare gli alieni, la bambina ammette che non servirà a nulla. Rilevando i segnali emanati dai trasmettitori contenuti nei loro corpi il gruppo scopre che i coloni si trovano sotto il reattore termonucleare della stazione di trasformazione atmosferica dell'impianto.
I marine, arrivati al reattore, ricevono l'ordine di non usare i fucili a impulsi per non rischiare l'esplosione; le munizioni vengono ritirate a tutti, ma Vazquez e Drake conservano caricatori nascosti. Addentratisi ulteriormente i marine rinvengono una rete di caverne e trovano i coloni intrappolati in bozzoli. Uno di essi è ancora cosciente ma improvvisamente viene preso da convulsione e il gruppo assiste alla nascita di un piccolo alieno, che uccidono con un lanciafiamme: l'atto richiama moltissimi Xenomorfi adulti che circondano il gruppo e attaccano in un'imboscata, massacrando o catturando la maggior parte di loro. Gorman, preso dal panico, viene sostituito da Ripley che prende la guida del mezzo blindato per soccorrere i marine, dei quali riescono a salvarsi solo Hudson, Hicks e Vasquez.
Con Gorman ferito gravemente alla testa Ripley suggerisce di tornare sulla Sulaco e distruggere completamente il sito nuclearizzandolo dall'atmosfera. Burke si oppone alla distruzione per il valore in denaro della colonia, ma Hicks, ora al comando poiché più alto in grado, approva il piano di Ripley e chiama la navetta da sbarco per essere recuperati. Tuttavia uno Xenomorfo si infiltra a bordo uccidendo i piloti Ferro e Spunkmeyer e causando la distruzione del velivolo che finisce per schiantarsi sul reattore della colonia, distruggendo il mezzo blindato.
Rimasti senza veicolo per abbandonare il pianeta, Newt suggerisce loro di rientrare alla base al più presto in quanto sta per farsi notte e avendo osservato gli Xenomorfi da vicino, ha notato che essi si manifestano più spesso in assenza di luce. I superstiti quindi, dopo aver raccolto il salvabile dal relitto della navetta,  ritornano alla base e si barricano nell'edificio principale. Tuttavia le tensioni all'interno del gruppo iniziano ben presto ad emergere: Ripley scopre dal giornale della colonia che Burke aveva inviato i coloni ad esplorare il relitto alieno con le uova senza averli avvertiti del pericolo; egli inoltre rivela anche l'intenzione di portare con sé i due FaceHugger conservati e consegnarli alla Weyland-Yutani perché possano essere utilizzati come armi biologiche, non rispettando la promessa fatta a Ripley, che lo minaccia e promette di denunciarlo una volta rientrati. Sfortunatamente sorge un altro problema: lo schianto della navetta ha danneggiato il reattore della colonia in maniera irreparabile, che finirà per esplodere nel giro di poche ore causando una reazione nucleare; Bishop viene quindi scelto, in quanto androide, per recarsi alla torre di trasmissione e riallineare la parabolica della base alla Sulaco e chiamare così la seconda navetta a bordo, pilotandola manualmente a distanza.
Ripley si concede di riposare insieme a Newt nel laboratorio, ma svegliandosi si rende conto di non potere uscire e che i due FaceHugger sono liberi e tentano di attaccarsi a loro. Tuttavia Ripley riesce a salvare se stessa e Newt attivando l'allarme antincendio che attira il resto della squadra, mentre i due parassiti vengono eliminati da Hudson e Vasquez. Ripley accusa Burke di essere il responsabile dell'episodio allo scopo di infettare lei e Newt, così da portare gli embrioni alieni sulla Terra superando la quarantena e uccidendo i testimoni sabotando le loro capsule di ipersonno durante il viaggio di ritorno. Prima che i furiosi marine possano punire Burke, gli Xenomorfi staccano l'energia e irrompono nel rifugio. Nella battaglia che segue Hudson viene trascinato via dagli Xenomorfi e Burke viene ucciso da un alieno dopo aver tagliato la fuga ai suoi stessi compagni, costringendoli a scappare per i condotti di ventilazione.
Durante la fuga Vasquez viene ferita gravemente a una gamba dal sangue acido degli Xenomorfi, ed insieme a Gorman si immola in un'esplosione suicida. Più avanti nel tunnel Ripley, Hicks e Newt riescono a raggiungere l'uscita, ma la ragazzina cade in una botola, finendo nel livello sottostante allagato e viene catturata da un alieno.
Ripley aiuta Hicks, rimasto ferito dal sangue acido degli alieni, a raggiungere la navetta da sbarco richiamata da Bishop, quindi si arma pesantemente e si avventura nelle gallerie per salvare Newt. Riesce a trovarla in un bozzolo come gli altri coloni e la libera prima che venga infettata da un FaceHugger, ma nella fuga si ritrovano accidentalmente nella sala della "Regina", madre delle uova nel pianeta. Circondata dagli Xenomorfi a guardia, Ripley minaccia di usare il lanciafiamme sulle uova, tenendo gli adulti a distanza, per poi distruggere ugualmente la covata e scappare con Newt. La Regina si infuria e, staccandosi dal proprio condotto ovopositore insegue le due fuggitive. Ripley e Newt raggiungono la navetta in tempo e Bishop porta i sopravvissuti in salvo mentre il nido e la colonia vengono spazzati via dall'esplosione nucleare del reattore.
Una volta tornati sulla Sulaco Ripley si congratula con Bishop per l'ottimo lavoro svolto, ma l'androide viene inaspettatamente trafitto e sventrato dalla Regina, riuscita a salire a bordo della Sulaco aggrappandosi alla navetta. Ripley interviene con un esoscheletro elevatore da carico e al termine di un agguerrito scontro riesce a espellere l'alieno nello spazio, mentre Bishop, ormai ridotto alla sola parte superiore del corpo, salva Newt evitandole di finire nel vuoto spaziale. Eliminata la minaccia Ripley può finalmente ibernarsi con Newt, Hicks e il danneggiato Bishop e intraprendere il viaggio per la Terra.

## Produzione

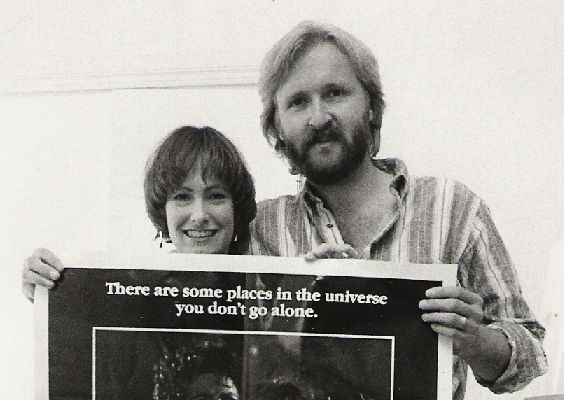
James Cameron e Gale Anne Hurd, con la locandina del film, in una fotografia del 1986.

Oltre cinquecento attori bambini vennero esaminati per la parte di Newt. La maggior parte di essi avevano però recitato in spot pubblicitari ed erano quindi abituati a sorridere dopo avere pronunciato le proprie battute. Infuriato dalla cosa (che contrastava con il personaggio di una ragazzina traumatizzata) Cameron scelse infine una bambina senza precedente esperienza recitativa, figlia di un ufficiale dell'esercito degli Stati Uniti distaccato vicino al luogo delle riprese; il suo nome è Carrie Henn.
Il regista curò particolarmente la preparazione e l'immedesimazione nei personaggi degli attori destinati a interpretare i marine spaziali. Tutti loro (persino quelli che nel film hanno ruoli secondari e non pronunciano battute) furono sottoposti a un intenso ciclo di addestramento per affinarne lo spirito di corpo e ricevettero la raccomandazione di leggere il romanzo di fantascienza militare Fanteria dello spazio. Per la stessa ragione fu intensamente curata la realizzazione di accessori, armamenti ed equipaggiamento per i marine: i loro fucili a impulsi vennero realizzati unendo parti di mitra Thompson e di fucili Franchi SPAS-12 e Remington 870, le smart gun (usate inizialmente da Vasquez e Drake) erano invece basate su mitragliatrici tedesche MG 42 modificate e installate su supporti da steadicam.
La fotografia della figlia di Ripley, mostrata in una delle scene tagliate, è in realtà quella di Elizabeth Inglis, madre di Sigourney Weaver.

### Effetti speciali
Oltre sedici marionettisti ed effettisti furono necessari per muovere e operare la colossale regina aliena (alta 420 cm), realizzata dalla compagnia di Stan Winston; di essi due si trovavano direttamente all'interno di essa. A detta di Cameron uno dei problemi del primo film, Alien, era che nelle scene finali si capiva chiaramente che il mostro era solamente una persona in costume, sminuendo così l'effetto ricercato durante il film; tale questione fu risolta tramite il montaggio, con abbondanza di primi piani e particolari dell'alieno. Allora per il suo film Cameron decise di fare muovere gli alieni di Aliens come una persona non avrebbe mai potuto fare, e in Aliens tali caratteristiche sono evidenti. La scena di Bishop che fa il gioco con il coltello tra le dita di Hudson è stata girata lentamente e poi velocizzata, si può infatti vedere che gli altri personaggi si muovono a una velocità insolita durante la scena.

## Colonna sonora
La colonna sonora è stata composta da James Horner e pubblicata da Varèse Sarabande per la prima volta nel 1987 e successivamente nel 2001 in THE DELUXE EDITION, nonché parzialmente nel CD del 1996 The Alien Trilogy.
Tracce di THE DELUXE EDITION
1. Main Title – 5:13
2. Bad Dreams – 1:22
3. Dark Discovery / Newt's Horror – 2:07
4. LV-426 – 2:03
5. Combat Drop – 3:29
6. The Complex – 1:34
7. Atmosphere Station – 3:11
8. Med.Lab. – 2:04
9. Newt – 1:14
10. Sub-Level 3 – 6:36
11. Ripley's Rescue – 3:19
12. FaceHuggers – 4:24
13. Futile Escape – 8:29
14. Newt Is Taken – 2:04
15. Going After Newt – 3:18
16. The Queen – 1:45
17. Bishop's Countdown – 2:50
18. Queen To Bishop – 2:31
19. Resolution And Hyperspace – 6:27
20. Bad Dreams (alternate) – 1:23 – Bonus Track
21. Ripley's Rescue (percussion only) – 3:20 – Bonus Track
22. LV-426 (alternate edit - film version) – 1:13 – Bonus Track
23. Combat Drop (percussion only) – 3:24 – Bonus Track
24. Hyperspace (alternate ending) – 2:08 – Bonus Track

## Promozione
(Tagline del film)

## Distribuzione
Negli Stati Uniti d'America è uscito nei cinema il 18 luglio 1986. In Italia, invece, è uscito il 2 ottobre dello stesso anno.

## Accoglienza

### Incassi
Il film ha incassato complessivamente 131060248 $.

### Critica
Il film fu accolto molto positivamente da parte della critica. Sull'aggregatore di recensioni Rotten Tomatoes ha una percentuale di gradimento del 94% basato su 143 recensioni, con un voto medio di 8,9 su 10. Su Metacritic ottiene un punteggio di 84 su 100 basato su 22 recensioni.
Nel 2014 Empire lo inserì al quindicesimo posto nella sua lista dei cento film più grandi di tutti i tempi.

## Riconoscimenti
- 1987 - Premio Oscar
  - Miglior montaggio sonoro a Don Sharpe
  - Migliori effetti speciali a Robert Skotak, Stan Winston, John Richardson e Suzanne M. Benson
  - Candidatura - Miglior attrice protagonista a Sigourney Weaver
  - Candidatura - Migliore scenografia a Peter Lamont e Crispian Sallis
  - Candidatura - Miglior montaggio a Ray Lovejoy
  - Candidatura - Miglior sonoro a Graham V. Hartstone, Nicolas Le Messurier, Michael A. Carter e Roy Charman
  - Candidatura - Miglior colonna sonora a James Horner
- 1987 - Golden Globe
  - Candidatura - Miglior attrice in un film drammatico a Sigourney Weaver
- 1987 - Premio BAFTA
  - Migliori effetti speciali a Robert Skotak, John Richardson, Stan Winston e Dennis Skotak
  - Candidatura - Migliore scenografia a Peter Lamont e Crispian Sallis
  - Candidatura - Miglior trucco a Peter Robb-King
  - Candidatura - Miglior sonoro a Graham V. Hartstone, Don Sharpe e Roy Charman
- 1987 - Saturn Award
  - Miglior film di fantascienza
  - Miglior regia a James Cameron
  - Miglior attrice protagonista a Sigourney Weaver
  - Miglior attore non protagonista a Bill Paxton
  - Miglior attrice non protagonista a Jenette Goldstein
  - Miglior attrice emergente a Carrie Henn
  - Migliore sceneggiatura a James Cameron
  - Migliori effetti speciali a Robert Skotak, Stan Winston e Dennis Skotak
  - Candidatura - Miglior attore protagonista a Michael Biehn
  - Candidatura - Migliori costumi a Emma Porteus
  - Candidatura - Miglior trucco a Peter Robb-King

- 1987 - Awards of the Japanese Academy
  - Candidatura - Miglior film straniero
- 1987 - Premio Hugo
  - Miglior rappresentazione drammatica a James Cameron, David Giler, Walter Hill, Dan O'Bannon e Ronald Shusett
- 1987 - ASCAP Award
  - Top Box Office Films a James Horner
- 1987 - Artios Award
  - Candidatura - Miglior casting per un film drammatico a Mike Fenton, Jane Feinberg e Judy Taylor
- 1987 - Golden Reel Award
  - Miglior montaggio sonoro in un film straniero
- 1987 - Young Artist Award
  - Candidatura - Miglior attrice giovane in un film commedia/drammatico/fantasy a Carrie Henn
- 1987 - Kinema Junpo Awards
  - Readers' Choice Award al miglior film straniero a James Cameron
- 2017 - Online Film & Television Association
  - Miglior film

## Altri media
- Aliens: The Computer Game (1986, Activision)
- Aliens: The Computer Game (1987, Electric Dreams)
- Aliens
- Aliens: Colonial Marines
- Alien: Isolation

## Versioni alternative
Nel 1991 la 20th Century Fox mette in commercio la VHS e il laserdisc "Aliens - Edizione Speciale" dove, per la prima volta, 17 minuti di scene inedite che furono eliminate durante il montaggio sono reintegrati. Nel 2000 questa edizione è stata pubblicata anche in DVD. Le sequenze inedite non sono doppiate e sono corredate dai sottotitoli in italiano. Furono eliminate, secondo quanto affermato da James Cameron, sia per ridurre la durata del film, sia per enfatizzare la suspense e i misteri della storia. Infatti, in particolare le scene iniziali, svelavano subito alcuni elementi sostanziali della trama, come ad esempio il ritrovamento del relitto alieno del primo film da parte dei genitori di Newt; viene inoltre reintegrata la scena in cui Ripley apprende che sua figlia Amanda è deceduta mentre lei era in stasi, aggiungendo un motivo ulteriore per cui vuole proteggere e salvare Newt a tutti i costi. Una tra le scene eliminate più famose, non presente nella Special Edition per motivi di incongruenza, riguarda il destino del personaggio di Burke, che Ripley trova nel nido mentre cerca Newt, imbozzolato e con uno Xenomorfo pronto ad emergere dal suo corpo; egli supplica Ripley di ucciderlo, la quale, non avendo tempo per farlo, gli consegna come risposta una granata per suicidarsi.

### I cofanetti "Alien Collection" e "Quadrilogia"
La versione Director's Cut è presente sia nel cofanetto Alien Collection - Edizione Speciale 20º Anniversario (i quattro film su DVD, più un DVD documentario), sia nel cofanetto quadrilogia (nove DVD, due per ciascun film e uno di contenuti inediti). Nel primo cofanetto l'edizione speciale è in italiano con le scene inedite in inglese sottotitolate. Invece, nel secondo cofanetto, il film integrale è solo in inglese con eventuali sottotitoli. Inoltre questa versione è anticipata da una breve introduzione di James Cameron.